# Iain Morris
Iain Kevan Morris (nacido el 6 de agosto de 1973) es un escritor inglés. Es mejor conocido por crear The Inbetweeners con su compañero de escritura Damon Beesley y por ser coanfitrión de un programa en la estación de radio londinense XFM con el comediante Jimmy Carr.
Apareció en los episodios "Iron" y "Music" del programa de televisión de culto Look Around You, así como en el segundo DVD en vivo de Jimmy Carr, como panelista en un largometraje llamado Comedy Idol. Otros créditos como escritor incluyen dos episodios de Flight of the Conchords de HBO: "The Actor" de la primera temporada y "Unnatural Love" de la segunda temporada. Morris también coescribió el guion junto a Taika Waititi para la comedia deportiva de 2023 Next Goal Wins y coescribió la serie de comedia de fútbol The First Team para la BBC en 2020.

## Vida personal
Morris se educó en Hampton School y estudió teología en la Universidad de Brístol.
Morris se casó con la cantante y DJ estadounidense Marchelle Bradanini el 14 de mayo de 2011 en Palm Springs, California, Estados Unidos.
Morris apoya al club de fútbol Queens Park Rangers del oeste de Londres.